# Pezoloma fergussonii
Pezoloma fergussonii är en svampart som först beskrevs av Pier Andrea Saccardo, och fick sitt nu gällande namn av Korf 1971. Pezoloma fergussonii ingår i släktet Pezoloma och familjen Leotiaceae.   Inga underarter finns listade i Catalogue of Life.